# Jaime Lladó y Ferragut

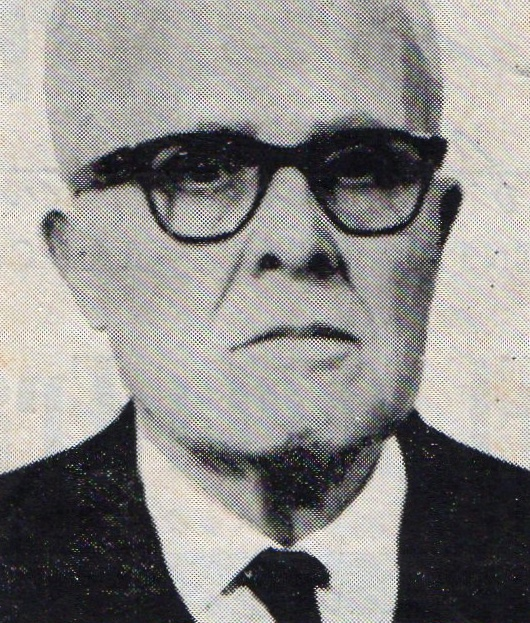
Jaime Lladó y Ferragut

Jaime Lladó Ferragut o Jaume Lladó i Ferragut, Selva (Baleares), 1886 - Palma, 1975 fue un historiador balear. Publicó en 1973 su monografía más sobresaliente, Historia del Estudio General Luliano y de la Real y Pontificia Universidad Literaria de Mallorca . Cursó filosofía y letras en la Universidad de Barcelona y la Universidad de Valencia, y en licenciarse, ejerció de profesor del Instituto Ramon Llull de la ciudad de Palma. Fue nombrado cronista oficial de Selva (1937) i ejerció de archivero en el Ayuntamiento de Palma. Ordenó y publicó los catálogos de los archivos municipales y parroquiales de muchos pueblos de Mallorca, además de los archivos de la Orden del Temple y Iglesia de San Juan de Malta (1944), de los de la Universidad Literaria i de los de Universidad Luliana (1946) y de los libros i documentos del Colegio de la mercadería y el Consulado del Mar (1955). Fue miembro de la Real Academia de la Historia. Jaime Lladó y Ferragut publicó los catálogos de los archivos municipales de las Islas, Ordenados buena parte por él, así como varias monografías. También publicó numerosos artículos en revistas como El Boletín de la Sociedad arqueológica Luliana, Studia, Cort, Ponent, Boletín de la Dirección General de Archivos y Bibliotecas y en el periódico Correo de Mallorca.
Sus alumnos le recuerdan como una persona muy bondadosa y muy respetuosa con todo el mundo. Sus alumnos le apodaban "es Padrinet" (el abuelito) que era el apodo cariñoso que le pusieron sus alumnos.[cita requerida]

## Libros
- Rincones de Palma (1930)
- Rincones de Palma II. Las Ventanas del Renacimiento (1935)
- El régimen municipal en los pueblos de Mallorca desde el siglo XIII (1933)
- Guía del archivero municipal : normas para clasificar los fondos de un archivo y formar su índice y catálogo (1950)
- Clasificación de materias en los archivos municipales y en los parroquiales (1950)
- Carlos I y Alcudia durante la Germanía (1959)
- Noticias históricas de Las Salinas y de su comarca, la villa, la Colonia de San Jorge y los estanques (1959)
- Historia del Estudio General Luliano y de la Real y Pontificia Universidad Literararia de Mallorca (1973)
- Catálogo de la sección histórica del Archivo Municipal de la ciudad de Manacor (1961)
- Catálogo de la Sección Histórica del Archivo Municipal de Campanet (1946)
- Catálogo de la Sección Histórica del Archivo Municipal de Campos (1940)
- Catálogo de la Sección Histórica del Archivo Municipal de la Villa de Binisalem (1953)
- Catálogo de los libros y documentos del Colegio de la Mercadería y del Consulado de Mar y Tierra de Mallorca (1955)
- Catálogo del Archivo Municipal de la villa de Santa Margarita (1945)
- Catálogo del Archivo Municipal de la villa de Selva (1943)
- Catálogo general del Archivo Municipal de La Puebla de Huyalfás (1945)
- El archivo de la General Universidad Municipal de Menorca y particular de Ciudadela (1955)
- La Seccio Historica de l'Arxiu Municipal de Santa María del Camino (1968)
- La sección histórica del Archivo Municipal de Arta (1964)
- Los archivos municipales de Mallorca (1943)
- Catálogo de la Sección histórica del Archivo Municipal de la Villa de Muro (Baleares) Documentos y noticias (1952)
- Catálogo de la sección de histórica del Archivo Municipal de Bañalbufar y noticias históricas del pueblo (1965)
- Catálogo de la sección histórica del Archivo Municipal de la ciudad de Inca (Baleares) y del protocolo de los Sanjuanistas de Pollensa Documentos y noticias (1951)
- Catálogo del Archivo parroquial de Santa Eulalia de Palma de Mallorca (1968)
- Catálogos de las Secciones Históricas de los Miniarchivos Municipales de Puigpuñent y Estellenchs (1967)
- El archivo de la Real y Pontificia Universidad Literaria y Estudio General Luliano del antiguo Reino de Mallorca (1946)
- La sección histórica del Archivo Municipal de la fidelísima ciudad de Alcudia Prehistoria, arqueología e historia

## Reconocimientos
- Encomienda Orden Civil de Alfonso X el Sabio
- A modo de reconocimiento a su pueblo natal de Selva (Mallorca) otorga de forma bianual desde el año 1997 el Premio de Investigación Jaume Lladó i Ferragut.
- Calles dedicadas en Palma, Selva y Las Salinas.
- Placa en Las Salinas